# Thonetova vila
Thonetova vila je reprezentativní rodinné sílo vybudované pro rodinu továrníka Michaela Thoneta v Koryčanech v okrese Kroměříž.

## Historie
Vila byla vybudována v roce 1904 podle architektonického návrhu společnosti Fellner & Helmer. Po druhé světové válce byla vila znárodněna. V 50. letech 20. století pak na východní straně domu přibyla přístavba. Vila poté sloužila jako dětské jesle, hudební škola a také prodejna potravin. V 90. letech 20. století vilu společně s továrnou na nábytek zakoupila firma Koryna, po jejímž krachu v roce 2012 získalo objekt do majetku město.
Od roku 2023 je vila kulturní památkou.

## Architektura
Vila byla před přístavbou z 50. let samostatně stojícím objektem na téměř čtvercovém půsorysu se dvěma podlažími a mansardou. Fasáda je rozčleněna několika rizality a římsami. V přízemí jsou umístěny dva vstupy, ten hlavní je zvýrazněn přístřeškem s kovanými konzolami. Mansardová střecha je kryta bobrovkami a prolomena řadou vikýřů.
Přestože byla budova dlouho opuštěná, chátrala a zatékalo do ní, v interiéru se dochovalo několik cenných původních stavebních prvků. Mezi nejcennější patří tříramenné centrální dřevěné schodiště, které včetně zábradlí využívá ohýbané dřevěné profily z produkce Thonetovy továrny. Dochovaly se také oboje vstupní dveře s kovanými mřížemi, části dřevěného obložení stěn, prosklený závěsný podhled nad schodištěm a další umělecko-řemeslné prvky.

## Zajímavost
Při speciálních příležitostech (Dny evropského dědictví) je vila přístupná s průvodcem.